# Municipio de Cedar (condado de Washington)
El municipio de Cedar (en inglés: Cedar Township) es un municipio ubicado en el condado de Washington en el estado estadounidense de Iowa. En el año 2010 tenía una población de 288 habitantes y una densidad poblacional de 3,38 personas por km².

## Geografía
El municipio de Cedar se encuentra ubicado en las coordenadas 41°23′00″N 91°46′12″O / 41.38333, -91.77000. Según la Oficina del Censo de los Estados Unidos, el municipio tiene una superficie total de 85.32 km², de la cual 85,32 km² corresponden a tierra firme y (0 %) 0 km² es agua.

## Demografía
Según el censo de 2010, había 288 personas residiendo en el municipio de Cedar. La densidad de población era de 3,38 hab./km². De los 288 habitantes, el municipio de Cedar estaba compuesto por el 97,57 % blancos, el 0,69 % eran afroamericanos, el 0,69 % eran amerindios, el 0,69 % eran asiáticos y el 0,35 % eran de una mezcla de razas. Del total de la población el 1,39 % eran hispanos o latinos de cualquier raza.